# Counterline
Counterline, que deriva de "Línea contraria" o "Contra línea" , es una banda procedente de Colombia, nacida en el año 2016, fundada por GG Andreas / Harold Waller, ampliamente reconocidos en la escena del Rock Melódico y AOR en Latinoamérica. La banda nació con el propósito de hacer música dentro del género Melodic rock / AOR con un sonido moderno, pero conservando la esencia y características fieles de la era clásica del Hard rock

## Historia

### Formación y primeros años
Desde sus inicios, Counterline estuvo dedicado a perfeccionar su sonido antes de realizar algún lanzamiento previo.
Tras la separación de su anterior proyecto, Supremacy (banda) en 2016, del cual según fuentes cercanas, prefieren que no se les relacione directamente , GG Andreas y Harold Waller, iniciaron el proceso de producción de lo que sería su primer trabajo discográfico que contaría con 10 canciones. Después de probar con distintas alineaciones decidieron finalmente hacer publica la agrupación como dúo.
En el mes de abril de 2021 la banda inicia negociaciones con el sello disquero danés Lions Pride Music para editar su primer larga duración , que se tenía previsto ser lanzado el día 30 de agosto. Sin embargo por dificultades de la compañía discográfica, el disco no se lanzaría sino hasta el día 22 de diciembre de 2021.

### El boom de "The One"
El sencillo fue lanzado al público el día 16 de octubre de 2021 y género bastantes expectativas en distintos medios especializados y oyentes del género, principalmente en Italia y España.
Recién lanzado el álbum a finales de diciembre de 2021, tras el aval de la compañía discográfica para publicitar en distintas emisoras a nivel mundial , la canción alcanzó la posición # 1 en el conteo BIG BITES de la emisora norteamericana THE SHARK RADIO, y fuerte rotación en distintos medios en Estados Unidos y Europa. Este hecho marcó un momento inicial importante al cautivar la atención de distintos medios masivos en Colombia.

### - ONE - (El Album)
El día 22 de diciembre de 2021 se realizó el lanzamiento oficial del álbum -One- que contaba con 10 tracks, que incluyen baladas y canciones enérgicas, emotivas y riffs y melodías que los oyentes han descrito como "pegajosas" y atractivas. Se destacan "Spell Of Love" y "Leave It All Behind" como temas importantes del disco, los cuales junto al sencillo The One ayudaron a posicionar a Counterline la banda revelación del 2021 según el magazine de rock VIRI AOR. En el mes de marzo de 2022, la compañía discográfica Lions Pride Music el editor de este disco, comunicó en sus redes sociales que en unas pocas semanas, la primera edición del álbum se encontraría agotada, noticia que generó aun más interés dentro de la audiencia del género en el continente europeo y en los Estados Unidos.
Posteriormente se incorporan a la banda Jay Crash, Diego Sanardi, Frank Hansen y Daniel Siza a la agrupación, para completar el line up de la banda, con el cual realizaron su primera y única presentación en el año 2022, antes de centrarse en nuevas composiciones para un nuevo álbum.

### DE "ONE" A "TWO":
Si "One" fue una declaración de principios, "Two" (2024) es la reafirmación de que Counterline no es una banda pasajera. Con una producción aún más ambiciosa y un sonido más sólido, este álbum llevó a la banda a nuevos niveles de reconocimiento global.
Desde la energía incontrolable de "Beast Unleashed" hasta la profundidad emocional de "Those Shadows", "Two" ha sido aclamado como un paso adelante en la evolución musical de la banda.
Además, la banda ha incorporado oficialmente al talentoso Diego Cely en la guitarra, quien ya había dejado su huella en One como guitarrista de sesión, grabando la mayoría de los solos del álbum.

## Miembros

### Miembros actuales
- Harold Waller - Voz principal (2016 — presente)
- Fabio Barrera - Batería (2025— presente)
- Diego Sanardi - Teclados (2022 — presente)
- Frank Hansen - Guitarra (2022 — presente)
- Diego Cely - Guitarra (2024 — presente)
- Daniel Siza -  Bajo (2022 — presente)

### Antiguos Miembros Miembros
- GG Andreas - Batería (2016— 2024)
- Jay Crash - Guitarra (2022— 2023)

## Discografía

### Álbumes
- One (2021)

## Videografía
- The One (2021)
- Leave It All Behind (2021)

El Espectador
Revista DC
Las2Orillas
Google

## Miembros

### Miembros actuales
- Harold Waller - Voz principal (2016 — presente)
- Fabio Barrera - Batería (2025— presente)
- Diego Sanardi - Teclados (2022 — presente)
- Frank Hansen - Guitarra (2022 — presente)
- Diego Cely - Guitarra (2024 — presente)
- Daniel Siza -  Bajo (2022 — presente)

## Discografía

### Álbumes
- Two (2019)

## Videografía
- The One (2021)
- Leave It All Behind (2021)